# ノイマン級数
関数解析学において、ノイマン級数（ノイマンきゅうすう、英: Neumann series）とは、無限級数によって定義される逆作用素。定理の名はドイツの数学者C. ノイマンに由来する。

## 定義
A をバナッハ空間 X での有界な線形作用素とする（A ∈ B(X)）。このとき、A の作用素ノルム ||A|| が ||A|| < 1 を満たすならば、恒等作用素 I との差で与えられる I − A は1対1で (I − A)−1 が有界作用素として存在するとともに、
{\displaystyle {\begin{aligned}(I-A)^{-1}&=I+A+A^{2}+A^{3}+\cdots \\&=\sum _{n=0}^{\infty }A^{n}\end{aligned}}}
が成り立つ。この級数をノイマン級数と呼ぶ。また、このとき、ノルムは
{\displaystyle \|(I-A)^{-1}\|\leq {\frac {1}{1-\|A\|}}}
と評価される。
これは、|x| < 1 なる x ∈ C についての等比級数
{\displaystyle {\frac {1}{1-x}}=1+x+x^{2}+x^{3}+\cdots }
の作用素への拡張になっている。
特に z ∈ C と有界作用素 A について、|z| > ||A|| であれば、レゾルベント作用素 (zI − A)−1 が存在し、
{\displaystyle (zI-A)^{-1}=\sum _{n=0}^{\infty }{\frac {1}{z^{n+1}}}A^{n}}
および
{\displaystyle \|(zI-A)^{-1}\|\leq {\frac {1}{|z|}}{\frac {1}{1-{\frac {\|A\|}{|z|}}}}}
が成り立つ。

## 逐次近似との関係
バナッハ空間 X の元u、v と線形作用素 A で与えられる方程式
{\displaystyle u=Au+v\,}
を考える。ここで、v は既知の変数とし、u を未知の変数とする。この方程式は
{\displaystyle (I-A)u=v\,}
と変形できることから、逆作用素 (I − A)−1 が存在し、それが求まれば、問題は解ける。
一方、元の方程式において、逐次代入を繰り返せば、
{\displaystyle {\begin{aligned}u&=A(Au+v)+v\\&=A^{2}(Au+v)+Av+v\\&=v+Av+\cdots +A^{n}v+A^{n+1}u\end{aligned}}}
となる。従って、An+1u の項が無視できるとすると
{\displaystyle u_{n}:=\sum _{i=0}^{n}A^{i}v}
で定義される un が逐次近似解となる。ノイマン級数は、一定の条件が満たされば、n → ∞ で逐次近似解 un が真の解となり、
{\displaystyle u=(I-A)^{-1}v=v+Av+A^{2}v+\cdots }
となることを意味している。ノイマン級数の結果から、逐次近似解 un の誤差評価を行うこともでき、
{\displaystyle \|u-u_{n}\|\leq \sum _{i=n+1}^{\infty }\|A\|^{i}\cdot \|v\|={\frac {\|A\|^{n+1}}{1-\|A\|}}\|v\|}
である。

## 積分方程式への応用
バナッハ空間 X を有限区間 [a, b] 上の連続関数からなる関数空間 C([a, b]) とし、
K (x, y) を [a, b] × [a, b] で定義された連続関数、f(x) を [a, b] 上の連続関数（f ∈ C([a, b])）とする。このとき、C([a, b]) において、フレドホルム型積分方程式
{\displaystyle u(x)-\lambda \int _{a}^{b}K(x,y)u(y){\,}dy=f(x)}
を考える。ここで、
{\displaystyle Ku:=\int _{a}^{b}K(x,y)u(y){\,}dy}
としたときに、|λ|・||K|| < 1 の条件が満たされるならば、上記の積分方程式の解 u が一意的に存在し、ノイマン級数によって、
{\displaystyle {\begin{aligned}u&=(1-\lambda K)^{-1}f\\&=f+\lambda Kf+\lambda ^{2}K^{2}f+\cdots \\&=f(x)+\lambda \int _{a}^{b}K(x,y)f(y){\,}dy+\lambda ^{2}\int _{a}^{b}{\biggl (}\int _{a}^{b}K(x,y)K(z,y){\,}dz{\biggr )}f(y){\,}dy+\cdots \end{aligned}}}
と表すことができる。